# Округ Терел (Џорџија)
Округ Терел (енгл. Terrell County) је округ у америчкој савезној држави Џорџија.

## Демографија
По попису из 2010. године број становника је 9.315, што је 1.655 (-15,1%) становника мање 2000. године.
| Група             | 2000.         | 2010.         |
| Белци             | 4.101 (37,4%) | 3.366 (36,1%) |
| Афроамериканци    | 6.658 (60,7%) | 5.700 (61,2%) |
| Азијати           | 38 (0,3%)     | 29 (0,3%)     |
| Хиспаноамериканци | 136 (1,2%)    | 157 (1,7%)    |
| Укупно            | 10.970        | 9.315         |